# Coupe Dewar 1906
Navigation
Coupe Dewar 1905 Coupe Dewar 1907
La Coupe Dewar 1906 est la 8e édition de la Coupe Dewar.
Elle oppose 10 clubs exclusivement parisiens en matchs à élimination directe. Le RC France remporte la finale face au Gallia Club et gagne ainsi son deuxième titre consécutif dans la compétition.

## Compétition

### Premier tour
Le premier tour a lieu le 1er avril 1906. Le Club français bat le FC Suisse par 4-1 et le RC France élimine l'AS française par 7-0. Le match ne va pas au bout, l'AS française abandonnant à la mi-temps.
| Premier tour   | Club français | 4 – 1 | FC Suisse |  |  |
| 1er avril 1906 |               | (–)   |           |  |  |

| Premier tour   | RC France | 7 – 0   | AS française |  |  |
| 1er avril 1906 |           | (7 – 0) |              |  |  |

### Deuxième tour
Le deuxième tour a lieu le 8 avril 1906. L'US parisienne élimine l'Union athlétique du Ier arrondissement par 1-0, le RC France bat la SA Montrouge par 4-0, le Gallia Club se défait du Club français par 1-0, et le CA Paris, contraint d'aligner son équipe seconde car son équipe première dispute le même jour à Toulouse les demi-finales championnat de France, sort le Standard AC par 5-0.
| Deuxième tour | CA Paris | 5 – 0 | Standard AC |                                        |                                        |
| 8 avril 1906  |          | (–)   |             | stade de Charentonneau, Maisons-Alfort | stade de Charentonneau, Maisons-Alfort |

| Deuxième tour | US parisienne | 1 – 0 | UA Ier |                   |                   |
| 8 avril 1906  |               | (–)   |        | Joinville-le-Pont | Joinville-le-Pont |

| Deuxième tour | RC France | 4 – 0 | SA Montrouge |                    |                    |
| 8 avril 1906  |           | (–)   |              | Bécon les Bruyères | Bécon les Bruyères |

| Deuxième tour | Gallia Club | 1 – 0 | Club français |          |          |
| 8 avril 1906  |             | (–)   |               | Suresnes | Suresnes |

### Demi-finales
Les demi-finales ont lieu le 29 avril 1906. À Bécon les Bruyères, le RC France bat l'US parisienne par 2-0, tandis que le Gallia Club se défait du CA Paris à Joinville-le-Pont sur le même score. Néanmoins, encore une fois, le CA Paris ne peut aligner son équipe première, qui dispute et perd le même jour la finale du championnat de France à Tourcoing contre le RC Roubaix.
| Demi-finale   | RC France | 2 – 0 | US parisienne |                    |                    |
| 29 avril 1906 |           | (–)   |               | Bécon les Bruyères | Bécon les Bruyères |

| Demi-finale   | Gallia Club | 2 – 0 | CA Paris |                   |                   |
| 29 avril 1906 |             | (–)   |          | Joinville-le-Pont | Joinville-le-Pont |

### Finale
La finale a lieu le 6 mai 1906 au stade de Charentonneau à Maisons-Alfort entre le RC France et le Gallia Club, privés respectivement d'Allemane et de Jouve, retenus dans le service d'ordre des élections législatives. Le Racing sort vainqueur par 2-1 après une partie « très acharnée ».

Photos des équipes le jour de la finale
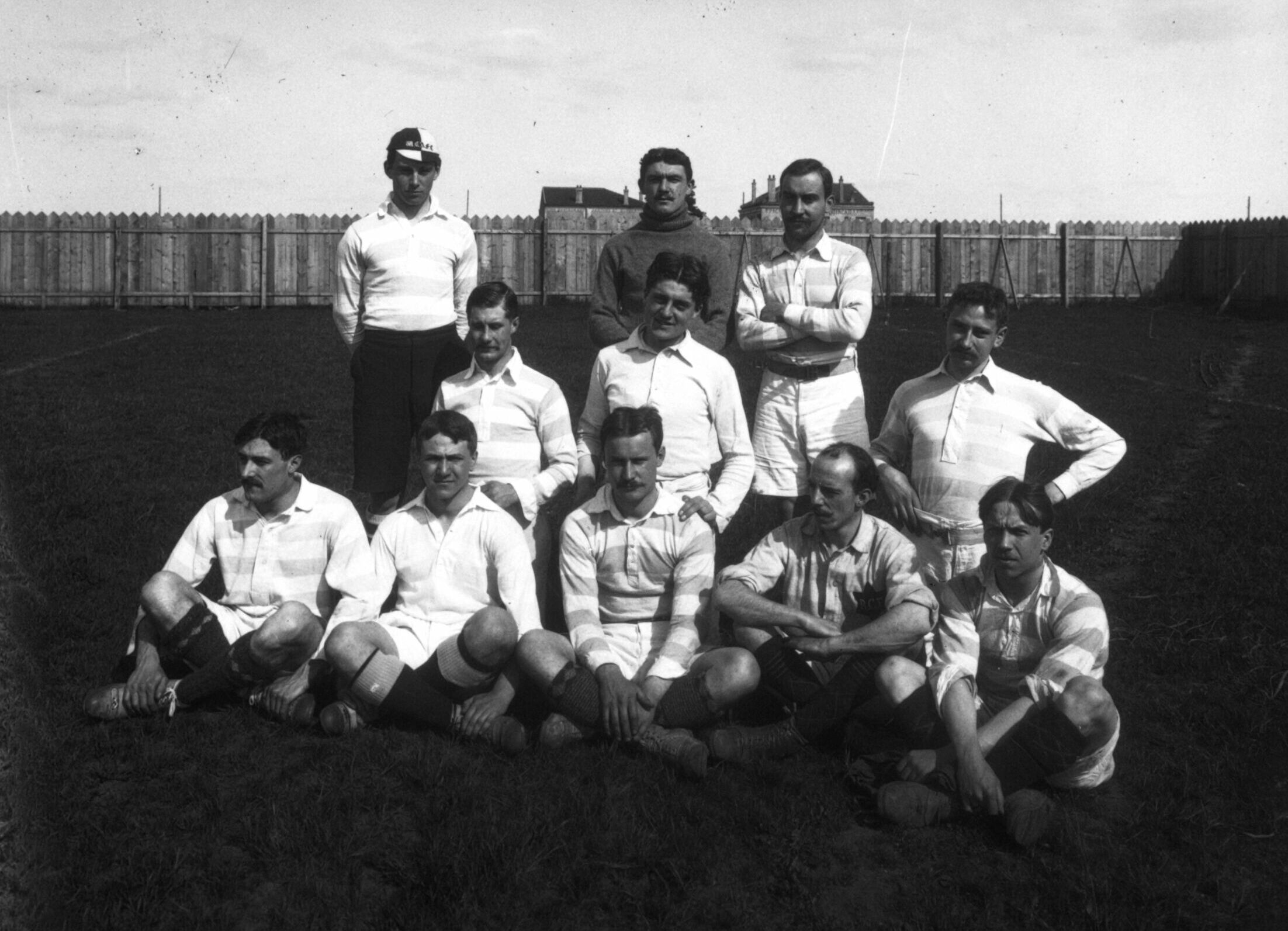
Équipe du RC France : Sergent, Trousselier, F. Matthey – Jordan, Gaudin, Haviland – Puget, Nicol, R. Matthey, Fleet, Van Hasselt.
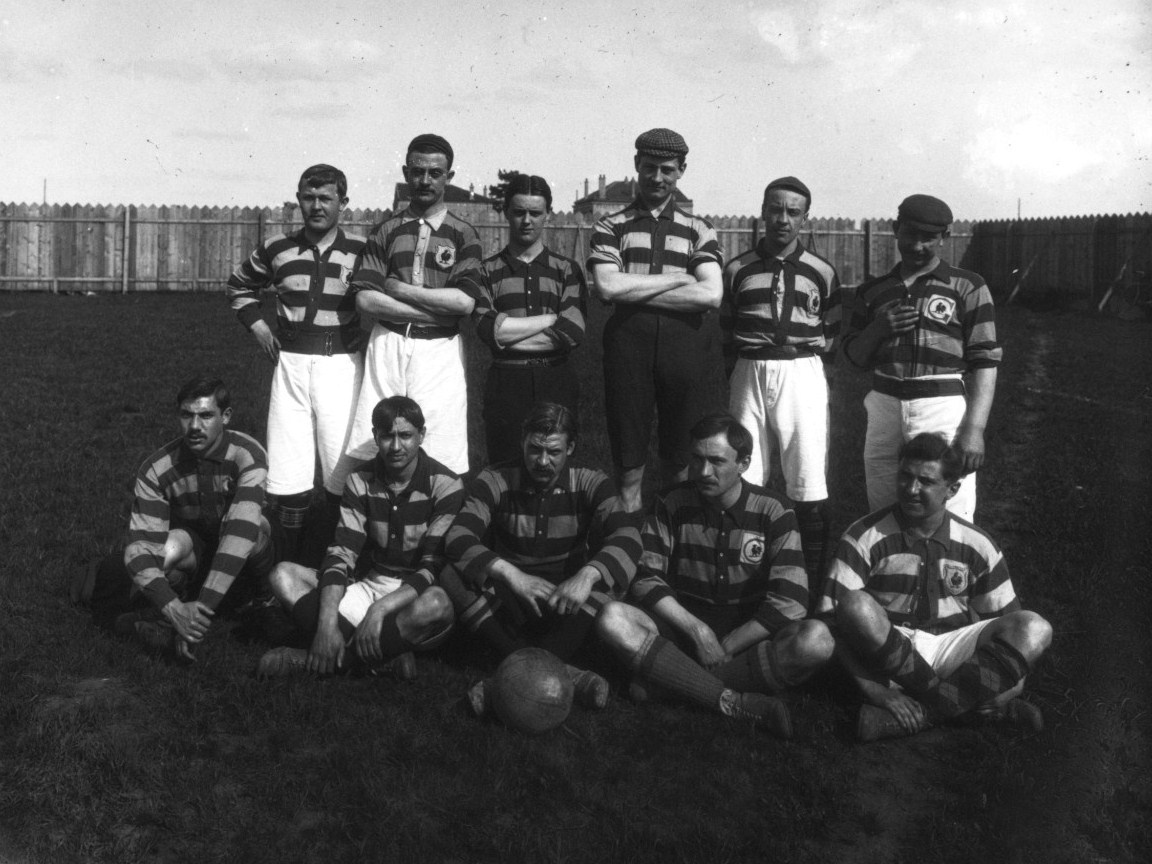
Équipe du Gallia Club

| Finale     | RC France | 2 – 1   | Gallia Club                                                                               |                                                              |                                                              |
| 6 mai 1906 | Van Hasselt 75e, 84e                                                                                         | (0 – 1) | 35e Bone                                                                                  | Stade de Charentonneau, Maisons-Alfort Arbitrage : M. Aigouy | Stade de Charentonneau, Maisons-Alfort Arbitrage : M. Aigouy |
| 6 mai 1906 | Trousselier – Sergent, F. Matthey – Jordan, Gaudin, Haviland – Puget, Nicol, R. Matthey, Fleet, Van Hasselt. | Équipes | Grain – Wynn, Bertin – Nicolaï, Bayrou, Malet – Denizot, Momon, du Rhéart, Bone, Pougnet. | Stade de Charentonneau, Maisons-Alfort Arbitrage : M. Aigouy | Stade de Charentonneau, Maisons-Alfort Arbitrage : M. Aigouy |